# Preah Khan Reach Svay Rieng Football Club
El Preah Khan Reach Svay Rieng Football Club es un equipo de fútbol de Camboya que juega en la Metfone C-League, la liga de fútbol más importante del país.

## Historia
Fue fundado en año 1997 en la Provincia de Svay Rieng con el nombre Royal Sword FC, hasta que en el año 2008 lo cambiaron por el de Preah Khan Reach FC, y en mayo de 2013 cambiaron su nombre por el actual. Ha sido campeón de liga en tres ocasiones y han ganado el título de copa 2 veces.
A nivel internacional clasificaron a su primer torneo continental, la Copa Presidente de la AFC 2014.

## Palmarés
- Metfone C-League: 4

2013, 2019, 2023-24, 2024-25
- Copa Hun Sen: 5

2011, 2012, 2015, 2017, 2023
- Primera División de Camboya: 1

2007

## Participación en competiciones de la AFC
- Copa Presidente de la AFC: 1 aparición

2014 - 1ª ronda
- Copa de la AFC: 1 aparición

2020 - Fase de grupos
- Liga Desafío de la AFC: 1 aparición

2024/25 - Finalista
Historial de partidos
| Temporada | Torneo                    | Ronda            | Club              | Casa      | Visita    | Global   |
| --------- | ------------------------- | ---------------- | ----------------- | --------- | --------- | -------- |
| 2014      | Copa Presidente de la AFC | Grupo C          | Manang Marsyangdi | 3–6       | 3–6       | 3º Lugar |
| 2014      | Copa Presidente de la AFC | Grupo C          | Erchim            | 1–3       | 1–3       | 3º Lugar |
| 2020      | AFC Cup                   | Preliminar       | Master 7          | 4–1       | 3–0       | 7–1      |
| 2020      | AFC Cup                   | Grupo G          | Ceres-Negros      | Cancelado | 0–4       | 3º Lugar |
| 2020      | AFC Cup                   | Grupo G          | Bali United       | 2–1       | Cancelado | 3º Lugar |
| 2020      | AFC Cup                   | Grupo G          | Than Quảng Ninh   | 1–4       | Cancelado | 3º Lugar |
| 2024–25   | Liga Desafío de la AFC    | Grupo E          | SP Falcons        | 2–1       | 2–1       | 2º Lugar |
| 2024–25   | Liga Desafío de la AFC    | Grupo E          | Madura United     | 1–2       | 1–2       | 2º Lugar |
| 2024–25   | Liga Desafío de la AFC    | Cuartos de final | Shan United       | 6–2       | 1–2       | 7–4      |
| 2024–25   | Liga Desafío de la AFC    | Semifinales      | Madura United     | 3–0       | 3–3       | 6–3      |
| 2024–25   | Liga Desafío de la AFC    | Final            | Arkadag           | 1–2       | 1–2       | 1–2      |